# Dag Vidar Hanstad
Dag Vidar Hanstad (født 3. december 1962) er en norsk tidligere håndboldspiller og journalist. I dag er han førsteamanuensis og leder for Sektionen for kultur og samfund ved Norges idrettshøgskole (NIH). Hans speciale er doping og antidoping, medier, topatletik og sportsarrangementer. Hanstad leder et forskningsprojekt om sportsarrangementer som delvist er finansieret af Kulturdepartementet, Norges idrettsforbund samt den og olympiske og paralympiske komite (NIF). Projektet har især fokus på frivillig arbejdskraft under arrangementerne. Siden 2012 har forskningen vært knyttet til Ungdoms-OL (Youth Olympic Games).

## Karriere
Hanstad tog sin doktorgrad på NIH i 2009. Afhandlingen havde titlen Anti-Doping in Sport. A Study of Policy Development since 1998. Før han blev ansat ved NIH i 2004 arbejdede han bl.a som journalist, kommentator og sportsredaktør på Aftenposten, Dagbladet, Fædrelandsvennen, Nordlandsposten og Østlendingen.

### Håndboldkarriere
- A-landsholdet: 138 kampe 1980-90
- Bodø HK, var træner på niveau 2 og 1 1990-93
- Fredensborg/Ski, spillede på niveau 1 1985-90
- Kristiansand IF, spillede på niveau 1 1984-85
- Elverum IL, spillede og trænede på niveau niveau 2 1975-84